# Unečskij rajon
L'Unečskij rajon (in russo Унечский район?) è un rajon dell'Oblast' di Brjansk, nella Russia europea; il capoluogo è Uneča. Istituito nel 1929, ricopre una superficie di 1.130 chilometri quadrati e nel 2010 ospitava una popolazione di 41.011 abitanti.